# Aboubacar Camara
Aboubacar Camara (ur. 1 czerwca 1993 w Konakry) – piłkarz gwinejski grający na pozycji bramkarza. Jest zawodnikiem klubu CD Huétor Tájar.

## Kariera klubowa
Camara swoją karierę rozpoczął w hiszpańskim klubie CD Alcoyano grającego w Segunda División. Następnie grał w UCAM Murcia CF, CD Torrevieja i CD Huétor Tájar.

## Kariera reprezentacyjna
W 2012 roku Camara został powołany do reprezentacji Gwinei na Puchar Narodów Afryki 2012, a w 2015 na Puchar Narodów Afryki 2015.